# Thierry Chenal
Thierry Chenal (ur. 2 listopada 1992 w Aoście) – włoski biathlonista.
Po raz pierwszy na arenie międzynarodowej pojawił się w 2013 roku, kiedy wystąpił na mistrzostwach świata juniorów w Obertilliach, gdzie uzyskał między innymi 4. miejsce w sztafecie.
W Pucharze Świata zadebiutował 8 grudnia 2017 roku w Hochfilzen, zajmując 45. miejsce w sprincie. Pierwsze pucharowe punkty zdobył 7 grudnia 2018 roku w Pokljuce, gdzie w sprincie zajął 32. miejsce.

## Osiągnięcia

### Mistrzostwa świata
| Rok  | Miejscowość | Konkurencje | Konkurencje | Konkurencje | Konkurencje | Konkurencje | Konkurencje | Konkurencje |
| Rok  | Miejscowość | IN          | SP          | PU          | MS          | RL          | MR          | SR          |
| ---- | ----------- | ----------- | ----------- | ----------- | ----------- | ----------- | ----------- | ----------- |
| 2019 | Östersund   | 72.         | –           | –           | –           | –           | –           | –           |
| 2020 | Anterselva  | 60.         | –           | –           | –           | –           | –           | –           |

### Mistrzostwa świata juniorów
| Rok  | Miejscowość  | Konkurencje | Konkurencje | Konkurencje | Konkurencje | Konkurencje | Konkurencje | Konkurencje |
| Rok  | Miejscowość  | IN          | SP          | PU          | MS          | RL          | MR          | SR          |
| ---- | ------------ | ----------- | ----------- | ----------- | ----------- | ----------- | ----------- | ----------- |
| 2013 | Obertilliach | 45.         | 53.         | 35.         | nd.         | 4.          | nd.         | nd.         |

### Puchar Świata

#### Miejsca w klasyfikacji generalnej
| Sezon     | Miejsce |
| --------- | ------- |
| 2017/2018 | –       |
| 2018/2019 | 77.     |